# Jättekast (gravröse)

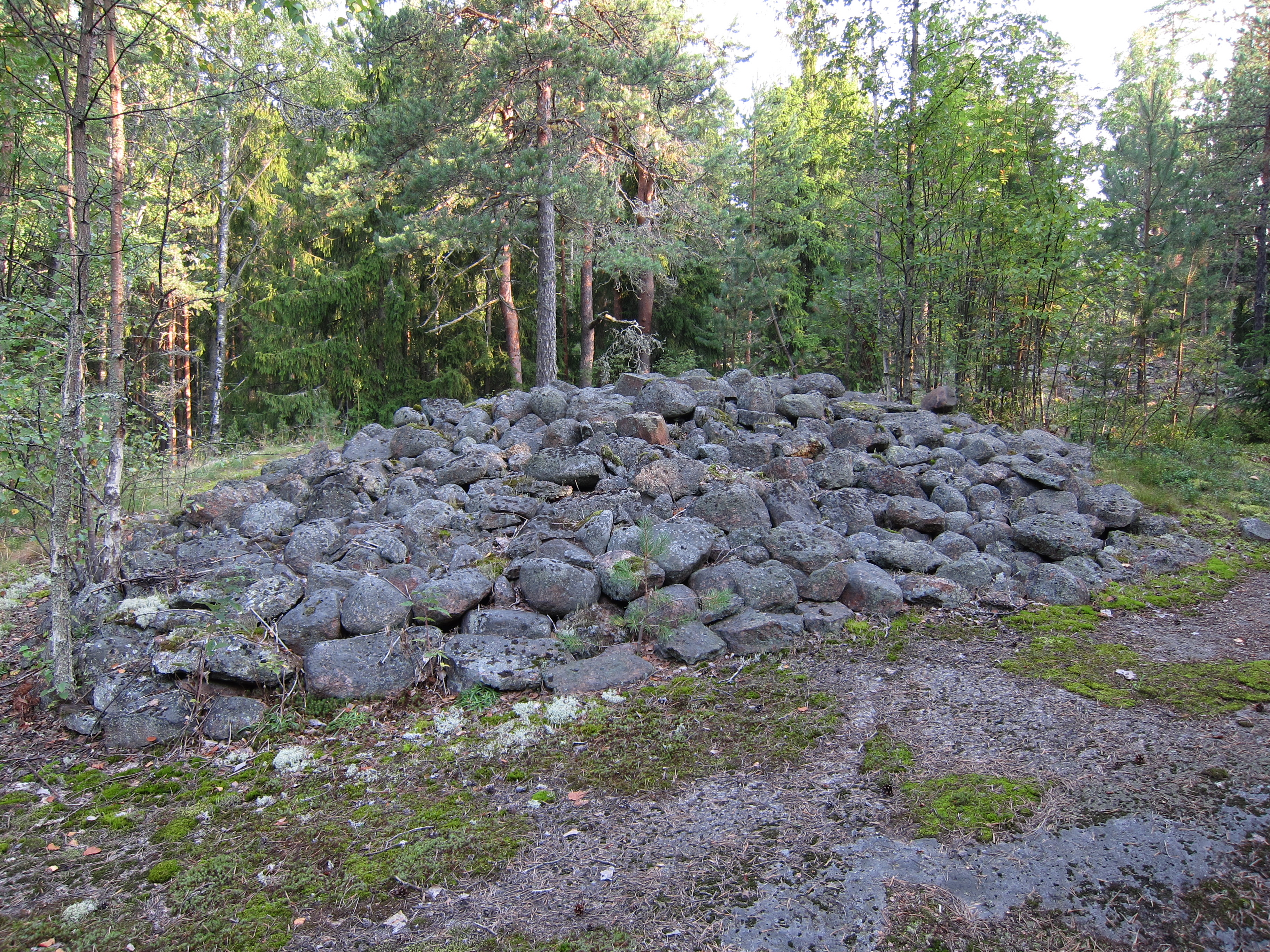
Ett jättekast i Höyterinpohja, Kotka.

Jättekast är i Finland benämning på ett uppkastat gravröse av kullerstenar från bronsåldern.
Från Finland känner man till omkring 3 000 jättekast, av vilka endast ett hundratal blivit undersökta. De är vanligen belägna på bergstoppar i närheten av vattendrag, i nedre Satakunta även på låglänt mark. Jättekast kan påträffas utmed kusten från östra Nyland ända upp till trakten av Uleåborg. Särskilt talrikt förekommer dessa bronsåldersgravar (på finska hiidenkiuas, vare eller kruunu) i Kiukais och Nakkila i nedre Satakunta samt i Österbotten. En del jättekast kan dateras till äldre järnåldern.